# Estadio Municipal de Kratovo
El Gradski Stadion Kratovo (en macedonio: Градски стадион Силекс-Кратово) es un estadio multiusos utilizado principalmente para partidos de fútbol ubicado en el pueblo de Kratovo, Macedonia y que actualmente es la sede del FK Sileks. Actualmente es estadio cuenta con capacidad para 1800 espectadores.